# Монеты евро Словении
Словенские монеты евро — современные денежные знаки Словении, отчеканные монетным двором Финляндии по результатам международного тендера. Каждая национальная сторона монеты обладает уникальным дизайном, содержит название страны (Slovenija) и год выпуска.

## Дизайн национальной стороны
| 0,01 €                                    | 0,02 €                                                                                | 0,05 €                          |
| ----------------------------------------- | ------------------------------------------------------------------------------------- | ------------------------------- |
|                                           |                                                                                       |                                 |
| Аист, символ, использовавшийся на толарах | «Княжеский камень», на котором короновались правители Карантании                      | Рисунок Ивана Грохара           |
| 0,10 €                                    | 0,20 €                                                                                | 0,50 €                          |
|                                           |                                                                                       |                                 |
| «Собор Свободы»                           | Пара лошадей породы липиззан                                                          | Триглав (гора) и созвездие Рака |
| 1,00 €                                    | 2,00 €                                                                                | По краю двухевровой монеты      |
|                                           |                                                                                       |                                 |
| Примож Трубар, словенский реформатор      | Франце Прешерн, словенский поэт, и строка его стихотворения, ставшего гимном Словении |                                 |

## Тираж
| Номинал                                                                                      | €0,01      | €0,02      | €0,05      | €0,10      | €0,20      | €0,50      | €1,00      | €2,00      |
| -------------------------------------------------------------------------------------------- | ---------- | ---------- | ---------- | ---------- | ---------- | ---------- | ---------- | ---------- |
| 2007                                                                                         | 44 700 000 | 44 250 000 | 43 800 000 | 42 800 000 | 37 250 000 | 32 400 000 | 29 750 000 | 21 350 000 |
| 2008                                                                                         | 150 000    | 150 000    | 150 000    | 150 000    | 150 000    | 150 000    | 150 000    | 150 000    |
| 2009                                                                                         | 18 000 000 | 12 400 000 | 100 000    | 100 000    | 100 000    | 100 000    | 100 000    | 100 000    |
| 2010                                                                                         | 75 000     | 75 000     | 75 000     | 75 000     | 75 000     | 75 000     | 75 000     | 75 000     |
| 2011                                                                                         | 17 000     | 17 000     | 17 000     | 17 000     | 17 000     | 17 000     | 17 000     | 17 000     |
| 2012                                                                                         | 17 000     | 17 000     | 17 000     | 17 000     | 17 000     | 17 000     | 17 000     | 17 000     |
| 2013                                                                                         | 17 000     | 17 000     | 17 000     | 17 000     | 17 000     | 17 000     | 17 000     | 17 000     |
| 2014                                                                                         | 16 500     | 16 500     | 16 500     | 16 500     | 16 500     | 16 500     | 16 500     | 16 500     |
| 2015                                                                                         | 10 015 000 | 15 000     | 15 000     | 15 000     | 15 000     | 15 000     | 15 000     | 15 000     |
| 2016                                                                                         | 25 012 000 | 12 000     | 12 000     | 12 000     | 12 000     | 12 000     | 12 000     | 12 000     |
| 2017                                                                                         | 9 000      | 9 000      | 9 000      | 9 000      | 9 000      | 9 000      | 9 000      | 9 000      |
| 2018                                                                                         | 16 008 750 | 6 008 750  | 8 750      | 3 008 750  | 8 750      | 8 750      | 8 750      | 8 750      |
| Выделены те тиражи монет, которые были эмитированы только в качестве чеканки BU и/или Proof. |            |            |            |            |            |            |            |            |

## Памятные монеты
Так как в Словении нет своего собственного монетного двора, то памятные монеты этой страны в разные годы чеканились на монетных дворах Финляндии, Нидерландов, Словакии и Италии. С 2007 по февраль 2020 года было выпущено 14 памятных монет 2 евро.
| 2007 — Монета серии «Римский договор»                        | 2008 — 500 лет со дня рождения Приможа Трубара | 2009 — Монета серии «10 лет Экономическому и валютному союзу» |
| ------------------------------------------------------------ | ---------------------------------------------- | ------------------------------------------------------------- |
| Тираж: 400 000 Монетный двор Финляндии                       | Тираж: 1 000 000 Монетный двор Нидерландов     | Тираж: 1 000 000 Монетный двор Финляндии                      |
| 2010 — 200 лет Ботаническому саду Любляны                    | 2011 — 100 лет со дня рождения Франца Розмана  | 2012 — Монета серии «10 лет наличному обращению евро»         |
| Тираж: 1 000 000 Монетный двор Финляндии                     | Тираж: 1 000 000 Монетный двор Финляндии       | Тираж: 1 000 000 Монетный двор Словакии                       |
| 2013 — 800 лет со дня открытия пещеры Постойнска-Яма         | 2014 — 600 лет со дня коронации Барбары Цилли  | 2015 — Эмона - Любляна                                        |
| Тираж: 1 000 000 Монетный двор Словакии                      | Тираж: 1 000 000 Монетный двор Нидерландов     | Тираж: 1 000 000 Монетный двор Словакии                       |
| 2015 — 30 лет флагу Европы                                   | 2016 — 25 лет независимости Словении           | 2017 — 10-летие обращения евро в Словении                     |
| Тираж: 1 000 000 Монетный двор Италии                        | Тираж: 1 000 000 Монетный двор Италии          | Тираж: 1 000 000 Монетный двор Словакии                       |
| 2018 — Всемирный день пчёл                                   | 2019 — 100 лет Люблянскому университету        | 2020 — 500 лет со дня рождения Адам Бохорич                   |
| Тираж: 1 000 000 Монетный двор Италии                        | Тираж: 1 000 000 Монетный двор Италии          | Тираж: 1 000 000 Монетный двор Италии                         |
| 2021 — 200 лет со дня основания Провинциального музея Крайны | 2022 — 150-летие со дня рождения Йоже Плечника | 2022 — 35-летие европейской программе Erasmus                 |
| Тираж: Монетный двор Италии                                  | Тираж: 400 000 Монетный двор Италии            |                                                               |

## Коллекционные монеты
Словения присоединилась к Еврозоне 1 января 2007 года. За этот короткий промежуток времени страна уже выпустила небольшую коллекцию монет номиналом от 3 до 100 евро. Хотя все они являются законным платёжным средством в Словении, эти монеты не предназначены для использования в качестве средства платежа.